# Dona Zaíra
Dona Zaíra é uma banda paulista criada em 2005 que define seu estilo como forró caipira tupiniquim, por ter como característica a mistura de vários ritmos brasileiros, tendo como base maior o forró pé-de-serra e a criação influenciada pela música caipira. O grupo nasceu na cidade de Piracicaba, interior do estado de São Paulo.
A formação do grupo é em quinteto, e seus integrantes são: Rafael Beibi (vocal e zabumba), Diego Leandraújo (triângulo e coro), André Tagliatti (sanfona e coro), Matheus Tagliatti (contrabaixo e coro) e Rafinha Barros (cavaco e coro). Além das fortes influências do Forró pé-de-serra e música caipira, o grupo incorpora ao seu som várias linguagens musicais brasileirais e internacionais, como samba, choro, maracatu, coco, embolada, salsa e jazz.
O grupo lança seu em 2013 seu 3º CD, #AntenasERaízes, em projeto aprovado pelo ProAc (Programa de Apoio à Cultura – Secretaria de Cultura do Estado de São Paulo). O novo trabalho foi produzido pelo multi-instrumentista Duani Martins, conhecido pela sua versatilidade e intimidade com vários universos musicais. O disco anterior, “Tome Forró” (2012), conta com a seleção para o 24º Prêmio da Música Brasileira (antigo Prêmio Tim)«Cópia arquivada». Diário de Sorocaba. Consultado em 1 de março de 2014. Arquivado do original em 5 de março de 2014, além das participações de Hermeto Pascoal, Dominguinhos, do violeiro Paulo Freire e Trio Virgulino.

## Discografia
- 2008 - O Forró de Dona Zaíra[3]
- 2011 - EP Tome Forró[4]
- 2012 - Tome Forró[5]
- 2013 - #AntenasERaízes[6]